# Sint-Annakapel (Beyne-Heusay)
De Sint-Annakapel (Chapelle Sainte-Anne) is een kapel, gelegen aan de Rue Sainte-Anne in het landelijk gebied van het tot de Belgische gemeente Beyne-Heusay behorende dorp Beyne.
Deze kapel ligt boven op een plateau dat uitzicht biedt op het dal van Maas en Vesder. De kapel wordt omringd door vier monumentale lindebomen.
In 1794 sneuvelden hier vijf Bretonse soldaten. In de Bretonse stad Auray was een sterke devotie tot Sint-Anna. Een Sint-Annabeeld bevond zich vroeger in een gevelkapelletje dat zich tegenwoordig in een veldkapel van 1889 bevindt.